# رد هت

لوگوی اصلی و قدیمی رد هت که تا ۱ می ۲۰۱۹ استفاده می‌شد

رد هت (به انگلیسی: Red Hat) یک شرکت آمریکایی نرم‌افزار متن باز و سازنده مهم توزیع لینوکس است، که در سال ۱۹۹۳ در رالی، کارولینای شمالی تأسیس شده‌است. این شرکت پشتیبان توزیع‌های لینوکس، لینوکس رد هت اینترپرایز و فدورا می‌باشد. لینوکس رد هت هم توسط این شرکت ایجاد شده‌است. این شرکت با نام رد هت اینکوپریشن در بورس نیویورک به فروش سهام خود مشغول است.

## تاریخچه
در اوایل سال ۱۹۹۱، باب یانگ نرم‌افزار آزاد و یونیکس را به مدیران سیستم حاضر در نیویورک معرفی کرد. پس از آن، او در سال ۱۹۹۳ شرکت ای‌سی‌سی اینکوپریشن را راه‌اندازی کرد که به فروش نرم‌افزارهای لینوکس و یونیکس و مجله‌های مربوط به آن‌ها می‌پرداخت. مارک ارویگ در اکتبر ۱۹۹۴ نسخه‌ای از لینوکس خود را با نام ردهت عرضه کرد که به «انتشار هالوین» معروف است. در سال ۱۹۹۵، یانگ لینوکس ارویگ را خریداری و با شرکت خود ادغام کرد و سپس نام شرکت را به رد هت تغییر داد. ارویگ و یانگ در همان سال، نسخهٔ ۲ لینوکس ردهت را منتشر کردند که برای اولین بار شامل سیستم مدیریت بسته‌های آرپی‌ام بود. ردهت در سال ۲۰۰۶ با همکاری دانشگاه‌ام‌آی‌تی در پروژه یک لپ‌تاپ برای هر کودک نیز شرکت کرد. این شرکت تاکنون به پیشرفت و گسترش سیستم‌های لینوکس کمک کرده‌است.